# Discografia di Natasha Bedingfield
La discografia di Natasha Bedingfield, cantante britannica, comprende quattro album in studio, due EP e 27 singoli, di cui sette in collaborazione con altri artisti.

## Album in studio
| Anno | Titolo | Posizione massima | Posizione massima | Posizione massima | Posizione massima | Posizione massima | Posizione massima | Posizione massima | Posizione massima | Posizione massima | Posizione massima | Certificazioni                  |
| Anno | Titolo | UK                | AUS               | AUT               | CAN               | GER               | IRE               | NLD               | NZL               | SWI               | US                | Certificazioni                  |
| ---- | --- | ----------------- | ----------------- | ----------------- | ----------------- | ----------------- | ----------------- | ----------------- | ----------------- | ----------------- | ----------------- | ------------------------------- |
| 2004 | Unwritten - Pubblicato: 6 settembre 2004 - Etichetta: Phonogenic Records, Epic Records - Formati: download digitale, streaming             | 1                 | 89                | 31                | —                 | 20                | 4                 | 16                | 31                | 23                | 26                | - UK: Platino (3) - USA: Oro    |
| 2007 | N.B. (o Pocketful of Sunshine) - Pubblicato: 30 aprile 2007 - Etichetta: Phonogenic Records, Epic Records - Formati: CD, download digitale | 9                 | —                 | —                 | 13                | 80                | 14                | 13                | —                 | 37                | 3                 | - UK: Oro - CAN: Oro - USA: Oro |
| 2010 | Strip Me - Pubblicato: 7 dicembre 2010 - Etichetta: Phonogenic Records, Epic Records - Formati: CD, download digitale                      | —                 | —                 | —                 | —                 | 45                | —                 | —                 | —                 | 42                | 103               |                                 |
| 2019 | Roll with Me - Pubblicato: 30 agosto 2019 - Etichetta: We Are Hear - Formati: CD, download digitale, streaming                             | —                 | —                 | —                 | —                 | —                 | —                 | —                 | —                 | —                 | —                 |                                 |

## Extended play
| Anno | Titolo |
| ---- | --- |
| 2007 | Live in New York City - Pubblicato: 27 marzo 2007 - Etichetta: Phonographic Records - Formati: download digitale |
| 2007 | Live from London - Pubblicato: 29 giugno 2007 - Etichetta: Phonographic Records - Formati: download digitale     |

## Singoli

### Come artista principale
| Anno                                                                                          | Titolo                                                          | Posizione massima | Posizione massima | Posizione massima | Posizione massima | Posizione massima | Posizione massima | Posizione massima | Posizione massima | Posizione massima | Posizione massima | Posizione massima | Album        |
| Anno                                                                                          | Titolo                                                          | UK                | AUS               | AUT               | CAN               | GER               | IRE               | ITA               | NLD               | NZL               | SWI               | US                | Album        |
| --------------------------------------------------------------------------------------------- | --------------------------------------------------------------- | ----------------- | ----------------- | ----------------- | ----------------- | ----------------- | ----------------- | ----------------- | ----------------- | ----------------- | ----------------- | ----------------- | ------------ |
| 2004                                                                                          | Single                                                          | 3                 | 78                | —                 | —                 | —                 | 7                 | —                 | —                 | —                 | —                 | 57                | Unwritten    |
| 2004                                                                                          | These Words                                                     | 1                 | 5                 | 2                 | —                 | 2                 | 1                 | 30                | 4                 | 2                 | 8                 | 17                | Unwritten    |
| 2004                                                                                          | Unwritten                                                       | 6                 | 26                | 18                | 4                 | 22                | 9                 | 29                | 5                 | 15                | 26                | 5                 | Unwritten    |
| 2005                                                                                          | I Bruise Easily                                                 | 12                | —                 | 46                | —                 | 46                | 17                | —                 | 13                | —                 | 53                | —                 | Unwritten    |
| 2007                                                                                          | I Wanna Have Your Babies                                        | 7                 | 50                | 50                | —                 | 39                | 8                 | 41                | 23                | —                 | 100               | —                 | N.B.         |
| 2007                                                                                          | Soulmate                                                        | 7                 | —                 | 7                 | 79                | 12                | 28                | —                 | 24                | —                 | 7                 | 96                | N.B.         |
| 2007                                                                                          | Love Like This (feat. Sean Kingston)                            | 20                | 77                | —                 | 9                 | 33                | 34                | —                 | —                 | 5                 | —                 | 11                | N.B.         |
| 2008                                                                                          | Pocketful of Sunshine                                           | —                 | —                 | 28                | 3                 | 24                | —                 | —                 | —                 | —                 | 43                | 5                 | N.B.         |
| 2008                                                                                          | Angel                                                           | —                 | —                 | —                 | 41                | —                 | —                 | —                 | —                 | —                 | —                 | 63                | N.B.         |
| 2010                                                                                          | Touch                                                           | —                 | —                 | —                 | 60                | —                 | —                 | —                 | —                 | —                 | —                 | —                 | Strip Me     |
| 2010                                                                                          | Strip Me                                                        | —                 | —                 | —                 | 65                | —                 | —                 | —                 | —                 | —                 | —                 | 91                | Strip Me     |
| 2011                                                                                          | Shake Up Christmas                                              | —                 | —                 | 45                | —                 | 92                | —                 | —                 | 25                | —                 | —                 | —                 | /            |
| 2012                                                                                          | Forward (con Ne-Yo, Herbie Hancock, Johnny Rzeznik e Delta Rae) | —                 | —                 | —                 | —                 | —                 | —                 | —                 | —                 | —                 | —                 | —                 | /            |
| 2015                                                                                          | Hope                                                            | —                 | —                 | —                 | —                 | —                 | —                 | —                 | —                 | —                 | —                 | —                 | /            |
| 2016                                                                                          | Unicorn (feat. Basto)                                           | —                 | —                 | —                 | —                 | —                 | —                 | —                 | —                 | —                 | —                 | —                 | /            |
| 2017                                                                                          | Let Go                                                          | —                 | —                 | —                 | 68                | —                 | —                 | —                 | —                 | —                 | —                 | —                 | /            |
| 2019                                                                                          | Roller Skate                                                    | —                 | —                 | —                 | —                 | —                 | —                 | —                 | —                 | —                 | —                 | —                 | Roll with Me |
| 2019                                                                                          | Kick It                                                         | —                 | —                 | —                 | —                 | —                 | —                 | —                 | —                 | —                 | —                 | —                 | Roll with Me |
| 2021                                                                                          | Lighthearted                                                    | —                 | —                 | —                 | —                 | —                 | —                 | —                 | —                 | —                 | —                 | —                 | TBA          |
| 2021                                                                                          | Adorable                                                        | —                 | —                 | —                 | —                 | —                 | —                 | —                 | —                 | —                 | —                 | —                 | TBA          |
| "—" indica che l'opera non si è classificata o che non è stata pubblicata in quel territorio. |                                                                 |                   |                   |                   |                   |                   |                   |                   |                   |                   |                   |                   |              |

### Come artista ospite
| 2010                                                                                          | Let Me Know (Lloyd feat. Natasha Bedingfield)                   | — | —  | —  | —  | —  | —  | /                    |
| 2011                                                                                          | Jet Lag (Simple Plan feat. Natasha Bedingfield)                 | 8 | 11 | 59 | 19 | 54 | —  | Get Your Heart On!   |
| 2011                                                                                          | Miracle (The Dirty Tees feat. Natasha Bedingfield)              | — | —  | —  | —  | —  | —  | /                    |
| 2011                                                                                          | Easy (Rascal Flatts feat. Natasha Bedingfield)                  | — | —  | —  | —  | —  | 43 | Nothing Like This    |
| 2011                                                                                          | As Long as We Got Love (Javier Colon feat. Natasha Bedingfield) | — | —  | —  | —  | —  | —  | Come Through for You |
| 2012                                                                                          | Between the Raindrops (Lifehouse feat. Natasha Bedingfield)     | — | —  | —  | —  | —  | —  | Almería              |
| 2015                                                                                          | Power Games (Stanfour feat. Natasha Bedingfield)                | — | —  | —  | —  | —  | —  | IIII                 |
| "—" indica che l'opera non si è classificata o che non è stata pubblicata in quel territorio. |                                                                 |   |    |    |    |    |    |                      |